# Сигунян (гора)
Сигунян (кит.: 四姑娘山, піньінь: Sì gūniáng shān) — гора в китайській провінції Сичуань. Як заповідник і національний парк входить до резерватів великої панди, які занесені до Світової спадщини ЮНЕСКО. Назва перекладається «Гора Чотирьох сестер» (інший варіант перекладу «Гора Чотирьох дівчат»).

## Історія
У 1981 році відбувся перший підйом на пік Яомейфе. Це здійснила японська група. У 1994 році державною радою КНР внесено до переліку мальовничих місць як національний парк. У 1996 році тут створено національний заповідник, куди окрім самої гори увійшли долини поблизу: Чанпін (长坪沟), Хайцзі (海子沟), Шуанцяо (双桥沟) загальною площею 2000 км².
З 2000 року має категорію АААА за Рейтингом туристичних визначних пам'яток. У 2003 році отримала особливий статус, територія заповідника підпорядковується центральному уряду. У 2005 році затверджено як національний геологічний парк. У 2006 році разом з іншими заповідниками Сигунян увійшла до Всесвітньої спадщини ЮНЕСКО.

## Опис
Є складовою частиною гірської системи Цюнлай, міститься у східній частині Тибетського плато. Також її відносять до перехідної зони Цінхай-Тибетського нагір'я. Розташована за 220 км від м. Ченду у повіті Сяоцзінь. Тягнеться на схід 30 км, на захід — 42 км, загальна площа становить 1375,85 км². З них 45 га належить національному парку, а решта входить до заповідника.
Складається з 4 піків — Дафен («Старша сестра» — 5025 м), Ерфен («Друга сестра» — 5276 м), Саньфен («Третя сестра» — 5355 м) та Яомейфен («Молодша сестра»). Останній є найвищим і становить 6250 м і має почесне звання Королеви сичуанських піків. Завдяки цьому гора Сигунян є другою за висотою провінції Сичуань. Усі піки є місцями скелелазіння.
Основними типами рельєфу є: суха і тепла долина (напівпосушливі долини), альпійське плато, високий гірський пейзаж. Належить до субтропічного мусонного клімату. Водночас присутня різниця біля піків, між ними та навколишніх долинах. Гірська частина, зокрема, вищі шари, належать до помірного, бореального, субарктичного, холодного клімату, на самих верхівках піків — вічна мерзлота. Середньорічна температура становить 5,9 °C, середня температура біля гірських піків — 17.1 °C, безморозний період становить 78 днів. В рік в середньому випадає 931,5 мм опадів. Сонячні години — 2265 на рік.
На піку «Старша сестра» від 4000 і нижче розташовані альпійські луки, нижні лісові чагарники, дикі квіти. Сніг на верхівці лежить з жовтня по квітень. Пік «Друга сестра» складається з чотирьох гірських ущелин. Він має конічну форму, доволі вузький. Пік «Третя сестра» відомий найбільш своєю флорою і фауною. Саме тут мешкають рідкісні тварини, зокрема панди, ростуть ендемічні трави.
На всій території поширені хвойні ліси, листяні широколистяні ліси, змішані ліси, субальпійські луки та різні чагарники. Загалом присутні 1200 видів з близько 500 родів і 120 родин. Найцікавішими є рослини з родів рябчик, гастродія (родина орхідні), високогірний гриб — кордіцепс китайський роду Ophiocordyceps.
На території заповідника поширені 300 видів різних тварин і птахів (11 занесені до Червоної книги КНР), зокрема велика панда, червона панда, сніжний барс, харза, кам'яна куниця, видри, золота мавпа, чорний і бурий ведмеді, такін, благородний і білогубий олені, лісова кабарга, японський козеріг, tetrastes sewerzowi, китайський монал, тибетський улар, вухатий фазан, сніжний гриф, Долина Чанпін тягнеться на 29 км, її площа — 100 км². Є одним з мальовничих місць заповідника. Крім того, тут представлені речі побуту та культури тибетців, зокрема ламаїстський монастир, кам'яний барабан, бак для миття тіла тощо.
Долина Хайцзі тягнеться на 19,2 км, її площа становить 126,48 км². Доволі вузька і витягнута, через неї протікає багато струмків, у яких зустрічаються рідкісні види риб.
Долина Шуанцяо тягнеться на 34,8 км, її площа становить 216,6 км². У долині є численні берези, ялини (зокрема ялина драконова), ялиці, обліпихи, клени, чагарники і модрини.